# Shikha Uberoi
Shikha Uberoi (ur. 5 kwietnia 1983 w Mumbaju) – indyjska tenisistka.

## Życiorys
Shikha jest Indoamerykanką. Reprezentuje Indie, ale posiada również obywatelstwo amerykańskie. Jej najwyższa pozycja rankingowa to sto dwudzieste drugie miejsce, które osiągnęła 29 sierpnia 2005 roku.
Urodziła się 5 kwietnia 1983 roku w Mumbaju. Jej rodzicami są Mahesh i Madhu. Rozpoczęła grę w tenisa w wieku sześciu lat. Uczyła się grać między innymi w szkołach Nicka Bolletriego i Hopmana.
W kwietniu 2003 roku otrzymała status profesjonalny. Zadebiutowała na US Open 2004, będąc zawodniczką z trzeciej setki rankingu kobiet. Nie wygrała żadnego turnieju zawodowego WTA, ale trzykrotnie odnosiła sukcesy w rozgrywkach ITF.
Wraz z siostrą, Nehą, która jest tenisistką amerykańską, osiągnęła finał turnieju WTA w Kolkacie w 2005 roku. Przegrały go z Anastasiją Myskiną i Jeleną Lichowcewą. Siostry dotarły również do finału debla w Kantonie w tym samym roku. W styczniu 2007, partnerując Hsieh Su-wei, doszła do finału ASB Classic w Auckland.

## Turnieje WTA

### Gra podwójna

#### Finalistka
- 2005 –  Kolkata (z Nehą Uberoi)
- 2005 –  Kanton (z Nehą Uberoi)
- 2007 –  Auckland (z Hsieh Su-wei)